# Eno Raud

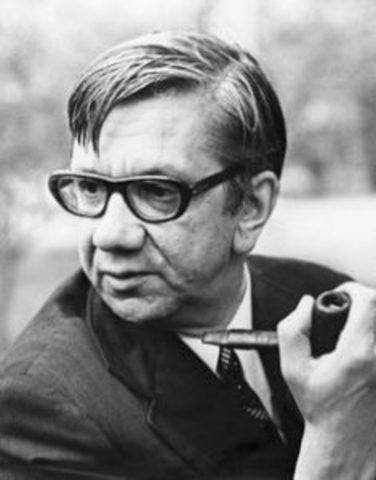
Eno Raud

Eno Raud (* 15. Februar 1928 in Tartu; † 10. Juli 1996 in Haapsalu) war ein estnischer Schriftsteller und Autor von Kinder- und Jugendliteratur. Sein bekanntestes Werk ist die vierteilige Kinderbuchreihe Drei lustige Gesellen, die zwischen 1972 und 1982 entstand.

## Leben
Raud wurde 1928 als Sohn von Mart Raud geboren. Von 1947 bis 1952 studierte er estnische Philologie in seiner Heimatstadt Tartu. Danach arbeitete er bis 1956 an der Estnischen Nationalbibliothek, anschließend als Redakteur für den Estnischen Staatsverlag. Seit den 1960er Jahren war er hauptberuflich als Schriftsteller tätig und gehörte ab 1963 dem Estnischen Schriftstellerverband an. 1978 wurde er als Verdienter Schriftsteller der ESSR ausgezeichnet.
Raud war mit Aino Pervik verheiratet, ihre gemeinsamen Kinder sind der Schriftsteller und Japanologe Rein Raud (* 1961), der Musiker und Politiker Mihkel Raud (* 1969) und die Künstlerin und Autorin Piret Raud (* 1971).

## Literarisches Schaffen
Bereits vor seiner Zeit als Berufsschriftsteller veröffentlichte Raud seine ersten Werke. Sein erstes Kinderbuch So oder so (Nii või naa) erschien 1954 in Moskau. Mit Das rostfreie Schwert (Roostevaba mõõk, 1957) und der Fortsetzung Das Kriegsbeil ist wieder ausgegraben (Sõjakirves on välja kaevatud, 1959) schrieb Raud eine „amüsante und spannende … estnische Version einer abenteuerlichen Indianergeschichte“ für Jungen. Es folgten eine Reihe von Adaptionen estnischer Sagen und Legenden, unter ihnen Der schlaue Hans und der Teufel (Kaval-Ants ja Vanapagan, 1958), Der Große Tõll (Suur Tõll, 1959), eine Prosafassung von Friedrich Reinhold Kreutzwalds Nachdichtung des Kalevipoeg (1961) und Die Schildbürger (Kilplased, 1961). Zu seinen bekanntesten Werken zählen das Kinderbuch Reggi. Die Erlebnisse einer kleinen Stoffpuppe (Sipsik, 1962) sowie die vierteilige Kinderbuchreihe Drei lustige Gesellen (Naksitrallid, 1975–1983). Weiterhin schrieb Raud Abenteuerromane für Jugendliche, Texte für Kinder- und Puppentheater sowie Drehbücher.
Seine Werke zeichnen sich durch feinsinnigen Humor aus, der sich besonders in Wortspielen wiederfindet. Außerdem verstand es Raud auf anregende Art und Weise, Wirklichkeit mit fantastischem Geschehen zu verbinden.

## Werke (Auswahl)
- Drei lustige Gesellen. Erstes Buch, 1975 (Naksitrallid, 1972)
- Drei lustige Gesellen. Zweites Buch, 1978 (Naksitrallid. Teine raamat, 1975)
- Drei lustige Gesellen. Drittes Buch, 1982 (Jälle need naksitrallid. Esimene raamat, 1979)
- Drei lustige Gesellen. Viertes Buch, 1983 (Jälle need naksitrallid. Teine raamat, 1982)
- Feuer in einer verdunkelten Stadt, 1975 (Tuli pimendatud linnas, 1967)
- Die wissbegierige Filmkamera, 1975
- Die Geschichte mit den fliegenden Untertassen, 1976
- Der Storch und der Frosch, 1977 (Toonekurg vahipostil, 1974)
- Flickerl, 1978 (Sipsik, 1978)
- Das naseweise Ei, 1982
- „Ich bin doch nicht dumm!“ sagte das Wildschwein, 1986
- Als kühne Recken durch die Lande zogen, 1988 (Kalevipoeg, 1976)
- Katz und Maus, 1990 (Kassid ja hiired, 1985)
- Reggi. Die Erlebnisse einer kleinen Stoffpuppe, 1994 (Sipsik, 1987, überarbeitete Neuausgabe)

## Belege
1. 1 2  Armin Hetzer: Estnische Literatur. Eine historische Übersicht. Harrassowitz, Wiesbaden 2006, ISBN 978-3-447-05466-9, S. 145.
2. ↑  Ave Tarrend: Männliche Kinderbuchhelden im Wandel der Zeiten - analysiert am Beispiel der estnischen Kinder- und Jugendliteratur. In: Finnisch-Ugrische Mitteilungen Band 28/29 Jg. 2004/2005. Helmut Buske Verlag, 2005, ISBN 978-3-87548-429-8, S. 380.
3. ↑  Risto Järv: Raud, Eno (1928-1996). In: Donald Haase (Hrsg.): The Greenwood Encyclopedia of Folktales and Fairy Tales. Greenwood Publishing, Westport CT 2008, ISBN 978-0-313-33441-2, S. 804.

| Personendaten    | Personendaten                                 |
| ---------------- | --------------------------------------------- |
| NAME             | Raud, Eno                                     |
| KURZBESCHREIBUNG | estnischer Schriftsteller und Kinderbuchautor |
| GEBURTSDATUM     | 15. Februar 1928                              |
| GEBURTSORT       | Tartu                                         |
| STERBEDATUM      | 10. Juli 1996                                 |
| STERBEORT        | Haapsalu                                      |